# Bundesverein zur Förderung des Genossenschaftsgedankens
Der Bundesverein zur Förderung des Genossenschaftsgedankens e. V. (BzFdG) ist ein gemeinnütziger Verein zur Vermittlung der genossenschaftlichen Grundprinzipien wie Selbstorganisation, kooperatives Wirtschaften und demokratischer Mitbestimmung in Deutschland. Dazu führt der Verein die Dokumentation der aktuellen Lage des Genossenschaftswesens, Informationsveranstaltungen für Neugründungen und politische Lobbyarbeit durch.

## Historie
Der Bundesverein wurde am 14. März 1986 gegründet. Im November 2001 war der Verein gemeinsam mit der Bank für Sozialwirtschaft, dem GdW Bundesverband deutscher Wohnungsunternehmen, dem Zentralverband deutscher Konsumgenossenschaften und anderen Gründer der Innova eG, einer Beratung von Gründungsinteressierten und bestehenden Genossenschaften, sowie der Fortbildung von Führungskräften. Derzeitiger Vorstandsvorsitzender ist Jan Kuhnert.
Der Bundesverein trug nach 2000 wesentlich zur „Revitalisierung“ der Genossenschaften und deren Erforschung bei. Jüngere Aktivitäten des BzFdG befassen sich unter anderem mit der Abbildung genossenschaftlicher Grundsätze in anderen Körperschaftsformen und der Wiederherstellung von Paragraph 27 des Genossenschaftsgesetzes (§ 27 GenG), um Mitgliedern größerer Genossenschaften mehr Mitspracherecht und Verantwortung bei Unternehmensentscheidungen einzuräumen.
Gemeinsam mit dem Institut für ökologische Wirtschaftsforschung (IÖW) und weiteren Verbänden war der Bundesverein im September 2024 Mitgründer des der Förderung der Solidarökonomie gewidmeten Verbunds Kooperatives Wirtschaften – Social Solidarity Economy Germany e. V. (VKW).

## Bekannte Mitglieder
- Burghard Flieger, Beisitzer des Vorstands
- Hans-Ulrich Klose, ehem. Vorstandsvorsitzender (1986–1989)
- Jan Kuhnert, Vorstandsvorsitzender
- Oswald Paulig, ehem. Mitglied des Vorstands (1986–1990)
- Walter Schöler, ehem. stllv. Vorstandsvorsitzender (2000–2016)

## Veröffentlichungen
- Bundesverein zur Förderung des Genossenschaftsgedankens: 1986–2006. 20 Jahre Engagement für eine demokratische Wirtschaftsform. Leipzig 2007.
- Burghard Flieger, Bundesverein zur Förderung des Genossenschaftsgedankens: Sozialgenossenschaften: Wege zu mehr Beschäftigung, bürgerschaftlichem Engagement und Arbeitsformen der Zukunft (= Materialien der AG SPAK. M 156). AG-SPAK-Bücher, Neu-Ulm 2003, ISBN 978-3-930830-35-0.
- Waldemar Schindowski, Verein zur Förderung des Genossenschaftsgedankens: Archiv neue Genossenschaften, alternative Ökonomie, Beschäftigungsinitiativen (= Materialien der AG SPAK. M 135). AG SPAK Bücher, Neu-Ulm 1998, ISBN 978-3-930830-08-4.
- Johannes Blome-Drees, Philipp Degens, Greta Franke, Lukas Lapschieß, Christian Lautermann, Joschka Moldenhauer, Jonas Pentzien, Carla Young: Kooperatives Wirtschaften in der Zivilgesellschaft: Gemeinwohlorientiert, tragfähig und transformativ. Campus, Frankfurt New York 2024, ISBN 978-3-593-51864-0.
- Verein zur Förderung des Genossenschaftsgedankens: Stärkt den Genossenschaftsgedanken. Solidarische Hilfe eröffnet Zukunft. Was will der „Verein zur Förderung des Genossenschaftsgedankens“? 1987.